# Classics of Love
I Classics Of Love sono un gruppo punk rock statunitense, nati su progetto di Jesse Michaels, ex-Operation Ivy, Big Rig e Common Rider.

## Membri
- Jesse Michaels - voce
- Mike Huguenor - chitarra
- Morgan Herrell - basso
- Mike Huguenor - batteria

## Discografia
- Walking in Shadows EP - 2009
- World of the Known b/w Line Through Your Name 7" - Art of the Underground Single Series vol. 49